# Euosmylus stellae
Euosmylus stellae is een insect uit de familie watergaasvliegen (Osmylidae), die tot de orde netvleugeligen (Neuroptera) behoort. 
Euosmylus stellae is voor het eerst wetenschappelijk beschreven door McLachlan in 1899. De soort komt voor in Nieuw-Zeeland.